# A10 (motorväg, Kroatien)
A10 är en motorväg i Kroatien. Den avgiftsbelagda motorvägen är med en sträcka av 4,6 kilometer landets kortaste motorväg. Den öppnades år 2013 för trafik och löper från Pločes trafikplats till den kroatisk-bosniska gränsövergången vid Metković (Nova Sela-Bijača). 
A10 är en del av E73 och förbinder den kroatiska nationella stamvägen A1 (Zagreb–Dubrovnik) med den bosniska motorvägen A1 som år 2015 ännu är under uppförande. När den bosniska motorvägen A1 blir klar kommer den i norr att ansluta till A5 i Kroatien. Motorvägen kommer då att via bosniskt territorium förbinda nordöstra Kroatien med den södra delen av landet.